# Xe đạp tại Đại hội Thể thao Bán đảo Đông Nam Á 1973
Xe đạp tại Đại hội Thể thao Bán đảo Đông Nam Á năm 1973 được tổ chức từ ngày 2 đến 8 tháng 9 năm 1973 tại hai địa điểm chính: Farrer Park (đường đua trong nhà) và Sembawang (đường đua ngoài trời), Singapore. Có 11 nội dung được đưa vào chương trình thi đấu của môn xe đạp bao gồm cả nội dung cá nhân lẫn đồng đội. Môn này chứng kiến sự cạnh tranh quyết liết giữa 2 đoàn thể thao là Malaysia và Thái Lan, cả hai đều giành được 5 tấm huy chương vàng.

## Tóm tắt kết quả

### Nam
| Nội dung                                   | Vàng                                                                                         | Vàng        | Bạc                                                                                    | Bạc         | Đồng                                                                         | Đồng        |
| ------------------------------------------ | -------------------------------------------------------------------------------------------- | ----------- | -------------------------------------------------------------------------------------- | ----------- | ---------------------------------------------------------------------------- | ----------- |
| Đua tính giờ cá nhân 1000 mét              | Anantachai Suthisil                                                                          | 1:19.08     | Mohd Tahar Hairi                                                                       | 1:19.13     | Daud Ibrahim                                                                 | 1:19.71     |
| Tính giờ đồng đội 1600 mét                 | Thái Lan Anantachai Suthisil · Taworn Tarwan · Cherdcho Sukkato · Samyose Karnjananiran      | 2:06.26     | Malaysia Azizan Ramli · Daud Ibrahim · Ramli Hashim · Saad Fadzil                      | 2:08.15     | Singapore Mohd. Tahar · Jamil Mohammad · Tan Choon Koon · Loh Keng Wah       | 2:08.19     |
| Tính giờ đồng đội 100 km                   | Thái Lan Pinit Kaykorpkaew · Chartcai Chantarat · Khawkiet Chlengchin · Pramote Sangakulrote | 2:38:48.09  | Malaysia Saad Fadzil · Alias Kamal · A.A. Rahman · Raja Othman                         | 2:42:04.57  | Cộng hòa Khmer Yi Yuong · Danh Tham Se · Lim Sophal · Mam Sean               | 2:46:10.67  |
| Đua cá nhân 800 mét xuất phát đồng loạt    | Trương Kim Hùng                                                                              | 1:02.56     | Ramli Hashim                                                                           | 1:02.68     | Mohd Tahar Hairi                                                             | 1:02.91     |
| Đua cá nhân 1.600 mét xuất phát đồng loạt  | Anantachai Suthisil                                                                          | 2:11.22     | Daud Ibrahim                                                                           | 2:11.51     | Trương Kim Hùng                                                              | 2:11.91     |
| Đua cá nhân 4.800 mét xuất phát đồng loạt  | Cherdcho Sukkato                                                                             | 9:09.40     | Ramli Hashim                                                                           | 9:09.59     | Jamil Muhammad Mutalib                                                       | 9:09.92     |
| Đua cá nhân 10.000 mét xuất phát đồng loạt | Daud Ibrahim                                                                                 | 18:06.06    | Samyose Karnjananiran                                                                  | 18:6.20     | Tan Choon Koon                                                               | 18:06.33    |
| Rượt đuổi cá nhân 4000 mét                 | Mohd Fadzli Ibrahim                                                                          | 5:45.48     | Cherdcho Sukkato                                                                       | 5:46.60     | Abdul Abbas Mutalib                                                          | 5:48.46     |
| Rượt đuổi đồng đội 4000 mét                | Malaysia Rahim Baharuddin · Saad Fadzil · Azizan Ramli · Kamaruddin Ali                      | 5:31.38     | Thái Lan Cherdcho Sukkato · Samyose Karnjananiran · Taworn Tawan · Anantachai Suthisil | 5:38.12     | Singapore Abdul Abbas Mutalib · Tan Choon Koon · Mohd Tahir · Jamil Mohammad | 4:20.39     |
| Đua đường trường cá nhân 170 km            | Raja Othman                                                                                  | 4:57:19.78  | Alias Kamal                                                                            | 4:57:20.14  | Khawkiet Chiengchin                                                          | 4:57:20.21  |
| Đua đường trường đồng đội 170 km           | Malaysia Raja Othman · Alias Kamal · Sobari Yusof                                            | 14:55:18.65 | Thái Lan Khawkiet Chiengchin · Senam Loymake · Pramote Sangakulrote                    | 15:05:54.30 | Singapore Lee Choon Kiat · Toh Tin Khoon · Tan Kheok Hung                    | 15:09:54.91 |

## Bảng huy chương
| Hạng               | Đoàn               | Vàng | Bạc | Đồng | Tổng số |
| ------------------ | ------------------ | ---- | --- | ---- | ------- |
| 1                  | Malaysia (MAS)     | 5    | 6   | 1    | 12      |
| 2                  | Thái Lan (THA)     | 5    | 4   | 1    | 10      |
| 3                  | Việt Nam (VNM)     | 1    | 0   | 1    | 2       |
| 4                  | Singapore (SIN)    | 0    | 1   | 7    | 8       |
| 5                  | Campuchia (KHM)    | 0    | 0   | 1    | 1       |
| Tổng số (5 đơn vị) | Tổng số (5 đơn vị) | 11   | 11  | 11   | 33      |